# 산안드레아스 (그랜드 테프트 오토)
산안드레아스(San Andreas)는 비디오 게임 《그랜드 테프트 오토》, 《그랜드 테프트 오토: 산 안드레아스》, 《그랜드 테프트 오토 V》에 등장하는 미국의 가상 도시이다. 산안드레아스라는 이름은 산안드레아스 단층에서 유래한다.